# Epidendrum polystachyum
Epidendrum polystachyum HBK (1816) là một loài lan mọc hoang dại trong các khu rừng khô ẩm theo mùa trên sườn phía tây của Andes ở Ecuador và Peru (bao gồm Piura) ở độ cao gần 2 km.